# Serie A 1978-1979 (pallacanestro femminile)
Il campionato di Serie A di pallacanestro femminile 1978-1979 è stato il quarantottesimo organizzato in Italia.
La formula rimane invariata: le sedici società vengono divise in due gironi da otto, con partite di andata e ritorno. Le prime quattro di ogni girone si classificano per la Poule Scudetto, le ultime quattro per la Poule Salvezza. La prima classificata vince il titolo, le ultime tre retrocedono in Serie B.
La Teksid Torino vince il suo quarto titolo: vince il girone B della prima fase e poi la Poule Scudetto classificandosi davanti a Sorgente Alba Milano e Pagnossin Treviso. Si classifica appena al quarto posto la squadra campione uscente, la GBC Sesto San Giovanni.

## Prima fase

### Girone A
|  |    | Classifica finale 1978-1979       | Pt | G  | V  | P  | PtF  | PtS  |
|  | -- | --------------------------------- | -- | -- | -- | -- | ---- | ---- |
|  | 1. | GBC Sesto San Giovanni            | 28 | 14 | 14 | 0  | 1142 | 820  |
|  | 2. | Pagnossin Treviso                 | 24 | 14 | 12 | 2  | 1118 | 896  |
|  | 3. | Omsa Faenza                       | 14 | 14 | 7  | 7  | 931  | 899  |
|  | 4. | Canali Parma                      | 14 | 14 | 7  | 7  | 906  | 946  |
|  | 5. | Giomo Treviso                     | 12 | 14 | 6  | 8  | 931  | 961  |
|  | 6. | Plia Castelli Bologna             | 10 | 14 | 5  | 9  | 800  | 925  |
|  | 7. | Pescara                           | 10 | 14 | 5  | 9  | 878  | 1022 |
|  | 8. | Ceramiche Forlivesi Busto Arsizio | 0  | 14 | 0  | 14 | 862  | 1160 |

### Girone B
|  |    | Classifica finale 1978-1979 | Pt | G  | V  | P  | PtF  | PtS  |
|  | -- | --------------------------- | -- | -- | -- | -- | ---- | ---- |
|  | 1. | Teksid Torino               | 28 | 14 | 14 | 0  | 1213 | 796  |
|  | 2. | Algida Roma                 | 18 | 13 | 9  | 4  | 900  | 885  |
|  | 3. | Sorgente Alba Milano (-1)   | 13 | 14 | 7  | 7  | 892  | 807  |
|  | 4. | A.S. Vicenza                | 12 | 14 | 6  | 8  | 958  | 931  |
|  | 5. | Pejo Brescia                | 12 | 14 | 6  | 8  | 863  | 952  |
|  | 6. | FAM San Giovanni Valdarno   | 12 | 14 | 6  | 8  | 891  | 1039 |
|  | 7. | UFO Schio                   | 10 | 14 | 5  | 9  | 808  | 921  |
|  | 8. | Dagnino Palermo             | 4  | 13 | 2  | 11 | 749  | 896  |

Nota
- Algida Roma e Dagnino Palermo una partita in meno (probabilmente non disputata perché ininfluente ai termini della classifica).

## Seconda fase

### Poule Scudetto
|  |    | Classifica finale 1978-1979 | Pt | G  | V  | P  | PtF  | PtS  |
|  | -- | --------------------------- | -- | -- | -- | -- | ---- | ---- |
|  | 1. | Teksid Torino               | 26 | 14 | 13 | 1  | 1040 | 848  |
|  | 2. | Sorgente Alba Milano        | 18 | 14 | 9  | 5  | 850  | 820  |
|  | 3. | Pagnossin Treviso           | 18 | 14 | 9  | 5  | 910  | 896  |
|  | 4. | GBC Sesto San Giovanni      | 16 | 14 | 8  | 6  | 944  | 926  |
|  | 5. | Algida Roma                 | 12 | 14 | 6  | 8  | 982  | 987  |
|  | 6. | Omsa Faenza                 | 8  | 14 | 4  | 10 | 888  | 970  |
|  | 7. | Canali Parma                | 8  | 14 | 4  | 10 | 837  | 923  |
|  | 8. | Pejo Brescia                | 6  | 14 | 3  | 11 | 906  | 1025 |

### Poule Salvezza
|  |    | Classifica finale 1978-1979       | Pt | G  | V  | P  | PtF | PtS  |
|  | -- | --------------------------------- | -- | -- | -- | -- | --- | ---- |
|  | 1. | UFO Schio                         | 24 | 14 | 12 | 2  | 915 | 753  |
|  | 2. | A.S. Vicenza                      | 20 | 14 | 10 | 4  | 978 | 888  |
|  | 3. | Pescara                           | 20 | 14 | 10 | 4  | 921 | 881  |
|  | 4. | Giomo Treviso (-1)                | 19 | 14 | 10 | 4  | 877 | 810  |
|  | 5. | Dagnino Palermo (-1)              | 13 | 14 | 7  | 7  | 794 | 828  |
|  | 6. | FAM San Giovanni Valdarno         | 10 | 14 | 5  | 9  | 950 | 971  |
|  | 7. | Plia Castelli Bologna             | 4  | 14 | 2  | 12 | 787 | 874  |
|  | 8. | Ceramiche Forlivesi Busto Arsizio | 0  | 14 | 0  | 14 | 824 | 1040 |

## Verdetti
- Campione d'Italia:  Teksid Torino
- Formazione: Licia Apostoli, Silvia Daprà, Roberta Faccin, Lidia Gorlin, Chiara Guzzonato, Sandra Palombarini, Mariangela Piancastelli, Wanda Sandon, Fiorella Teoldi, Rosanna Vergnano. Allenatore: Bruno Arrigoni.
- Retrocessioni in Serie B: FAM San Giovanni Valdarno, Plia Castelli Bologna e Ceramiche Forlivesi Busto Arsizio.
- FAM San Giovanni Valdarno ripescata al posto del rinunciatario Giomo Treviso.